# Guds Moders Beskydd

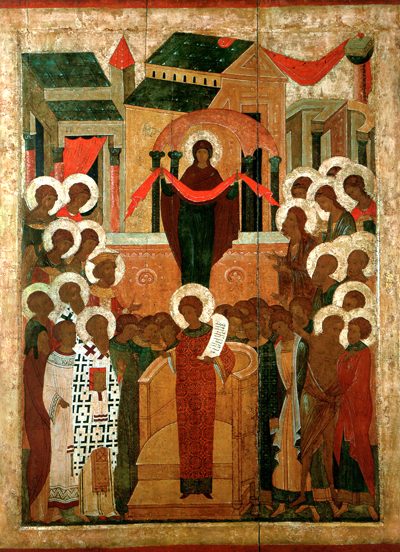
Ikon från 1400-talet som föreställer Guds Moders Beskydd.

Guds Moders Beskydd (kyrkslaviska: Покровъ/Pokrov ("beskydd"), grekiska: Σκέπη/Skepê) är en kristen högtid till Jungfru Maria (Guds moder) som firas inom de Östortodoxa och Östkatolska kyrkorna. Högtiden är en av de viktigaste i det rysk-ortodoxa liturgiska året.

## Namn
Det ryska ordet "Pokrov", liksom det grekiska "Skepê", har en mångtydig innebörd. Dels refererar det till en "mantel" eller "slöja", men det betyder också "beskydd" eller "förbön". Det förekommer därför översättningar av högtiden som "Vår frus slöja" eller "Theotokos beskyddande slöja".

## Tradition
Enligt den östortodoxa traditionen uppenbarade sig Jungfru Maria på 900-talet i Sankta Maria Blachernaekyrkan i Konstantinopel, där flera av hennes reliker förvarades, bland annat hennes mantel och slöja. En söndag, den 1 oktober, såg den Helige Andreas Salos, en Kristi dåre, hur kyrkans kupol öppnades och Jungfru Maria svävande kom in i kyrkan åtföljd av änglar. Hon knäböjde och bad för alla troende kristna i världen. Hon gick sedan till platsen där hennes reliker förvarades, tog manteln och bredde den ut över alla närvarande i kyrkan som ett beskydd.
Guds Moders Beskydd firas den 1 oktober (den 14 oktober enligt den gregorianska kalendern). I Grekland firas dagen den 28 oktober, tillsammans med den andra nationaldagen. Annars firas ofta 8 september som jungfru Marias födelsedag. 
Inom den västliga kristendomens förekom under hög- och senmedeltiden mariaframställningen Skyddsmantelmadonnan (även inom kyrkligt måleri och skulptur i Sverige), vilken härstammar från den östortodoxa traditionen. Bland annat har kulten kring Skyddsmantelmadonnan sekundärt givit upphov till Barcelonas stadsfestival La Mercè.

## Kyrkor upkallade efter Guds Moders Beskydd

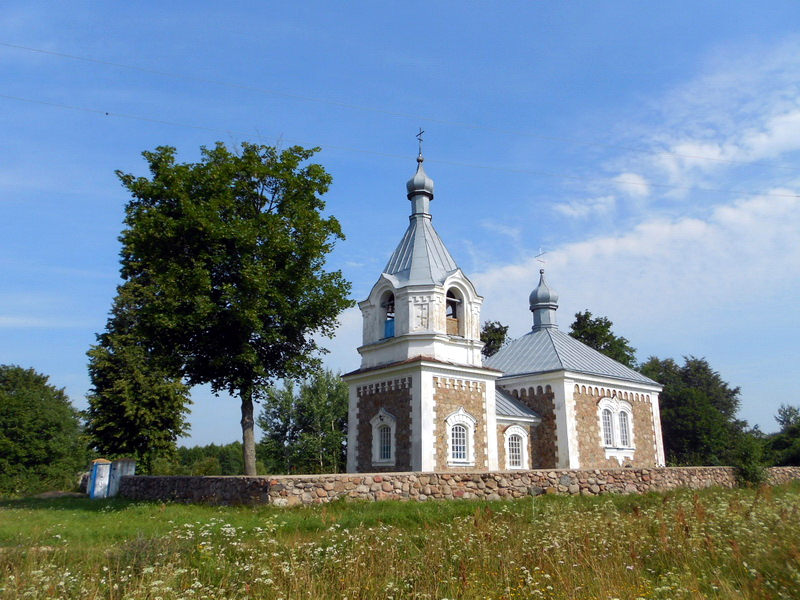
Heliga förbönskyrkan i Myto, ett exempel på en kyrka upkallad efter Guds Moders Beskydd.

De första kyrkorna tillägnade Guds Moders Beskydd uppkom i Ryssland under 1100-talet. Två av dessa är välkända, Vasilijkatedralen på Röda torget i Moskva (vilken i Ryssland ofta kallas Pokrovskijkatedralen), och Pokrovkyrkan vid Nerl nära Vladimir.
Andra kyrkor som kan nämnas är Förbönskyrkan i Rzjev, Allraheligate Guds Moders förböns kyrka i Miokovci, Heliga förbönskyrkan i Myto, Heliga förbönskyrkan i Haboviči, Guds moders beskydds ortodoxa kyrka i Sławatycze, Allraheligaste Guds Moders förböns kyrka, Baroševac, Guds Allraheligaste Moders förböns kyrka i Derbent med flera.